# 伊達秀宗
伊達秀宗（日语：／ Date Hidemune，1591年11月11日—1658年7月8日）是日本江戶時代初期的大名，伊予國宇和島藩的初代藩主。他是伊達政宗的長男，母親是側室貓御前（飯坂氏）。正室是井伊直政女京姬。幼名兵五郎，官位是從四位下、侍從、遠江守。

## 經歷
生於陸奧國，1596年（慶長元年）時，在豐臣秀吉處元服，得到秀吉下賜一字，命名秀宗。此時因為秀吉的關係，敘任為從五位下侍從，並且成為豐臣秀賴身邊的小姓。秀吉死後的1600年（慶長5年），五奉行之一的石田三成與五大老之一的德川家康對立，秀宗被留在三成方面的宇喜多秀家府邸當做人質。
雖然他是政宗長男，卻因生母飯坂氏是側室，因此不能繼承本家家督之位。1614年（慶長19年）的大坂冬之陣與父親政宗一同參戰，戰後因為建有戰功，德川家康授予政宗伊予宇和島十萬石，而秀宗就繼承這個領地，成為宇和島藩的初代藩主，對藩政投入相當心力，但任內發生重臣相互斬殺的和靈騷動，觸怒伊達政宗。
1657年(明曆3年)，五男伊達宗純又分出伊予吉田藩。1658年過世，享年68歲。
法名是等覺寺殿前遠州太守拾遺義山常信大居士，墓在愛媛縣宇和島市野川的等覺寺，以及東京都港區高輪的佛日山東禪寺

### 官職位階履歷
※日期＝舊曆
- 1596年（文祿5）5月9日，元服。由豐臣秀吉之名下賜一字，命名秀宗，敘任從五位下侍從。
- 1614年（慶長19）12月25日，成為伊予國宇和島十萬石藩主。
- 1622年（元和8） 12月，兼任遠江守。
- 1626年（寬永3） 8月19日，昇為從四位下。
- 1657年（明曆3） 7月21日，隱居。